# Amadis de Gaula

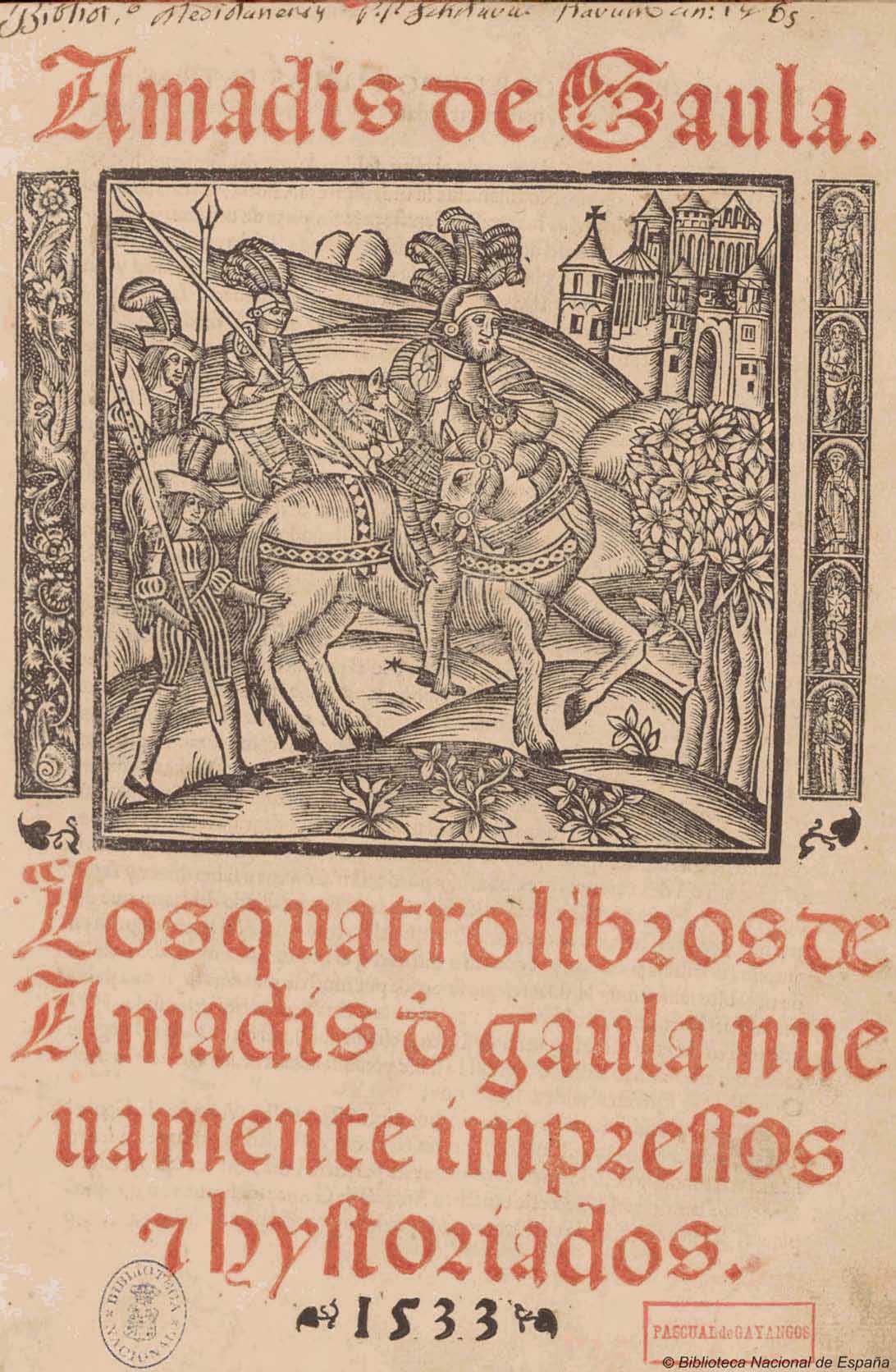
Amadis de Gaula, edição de 1533

Amadis de Gaula é uma obra marcante do ciclo de novelas de cavalaria da Península Ibérica do século XVI. Apesar de se saber que a obra existe desde, pelo menos, o século XIV, a versão definitiva mais antiga, actualmente conhecida, é a de Garci Rodríguez de Montalvo, impressa em língua castelhana em  1496, provavelmente (a edição mais antiga conservada é de 1508), e denominada Los quatro libros de Amadís de Gaula. Tudo indica, contudo, que a versão original era portuguesa e muito anterior. O próprio Montalvo reconhece ter emendado os três primeiros livros e ser apenas autor do quarto.
A versão original de Amadis de Gaula tem sido atribuída a vários autores portugueses. A crónica de Gomes Eanes de Azurara, escrita em 1454 menciona como seu autor um tal de Vasco de Lobeira, que tinha sido armado cavaleiro na batalha de Aljubarrota. No entanto, outras fontes indicam que o autor teria sido João de Lobeira.
Seja como for, a única versão completa é a de Montalvo, que constituiu um enorme éxito em toda a Europa, sendo traduzida para as principais línguas da Europa ocidental, além dos originais castelhano e português. Vários autores, de vários países, escreveram sequelas de Amadis, inclusive o próprio Montalvo, com o quinto livro do ciclo, Las sergas de Esplandián. Em Portugal foram escritos vários romances do tipo de Amadis, sendo o mais famoso Palmeirim de Inglaterra de Francisco de Morais.

## Argumento
A obra Amadis de Gaula, depois de uma introdução em que se afirma que foi encontrada num baú enterrado, se inicia com o relato dos amores furtivos entre o Rei D. Perion de Gaula e a Infanta D. Elisena da Bretanha, que deram lugar a uma criança abandonada numa barca. A criança, Amadis, é criada pelo cavaleiro Gandales. Mais tarde, Amadis vai em busca das suas verdadeiras origens, o que o leva a meter-se em fantásticas aventuras, sempre protegido pela feiticeira Urganda e perseguido pelo mago Arcalaus, o encantador. Atravessa o arco encantado dos leais amadores no centro da Ilha Firme, luta contra o terrível monstro Endriago, matando-o. Passa por todo o tipo de perigosas aventuras, pelo amor da sua amada Oriana, filha do Rei D. Lisuarte da Grã-Bretanha.
Antes das modificações introduzidas por Montalvo, a obra acabava tragicamente, na sequência do que acontecia nas histórias do Ciclo Arturiano. Originalmente a história acabava com o Rei Lisuarte, mal aconselhado por conselheiros invejosos, a afastar Amadis do seu lado e a tentar casar Oriana com um inimigo do herói. Este resgata Oriana e leva-a para a Ilha Firme. Lisuarte declara guerra a Amadis, aliado a Galaor (ciumento de Amadis) e a Esplandian (que Lisuarte criou sem saber que era seu neto). Através de várias batalhas, Galaor enfrenta Amadis, que o mata. Lisuarte também é morto por Amadis em combate. Num terceiro combate o herói enfrenta Esplandião, sendo que desta vez é Amadis que é morto. Oriana que, de uma janela, observa o combate, ao ver a morte de Amadis, atira-se dali para o solo e morre. A feiticeira Urganda aparece e revela a verdade sobre os seus pais a Esplandião.
A versão de Montalvo, no entanto, modifica todo este final trágico. Nesta versão, Lisuarte e Amadis fazem as pazes, conhece-se a identidade de Esplandião de uma forma menos trágica e Galaor nem sequer aparece na batalha. Para encerrar a obra, usa-se um subterfúgio que a faz terminar bruscamente. Lisuarte é encantado e Amadis assume a regência.

## Manuscritos e edições

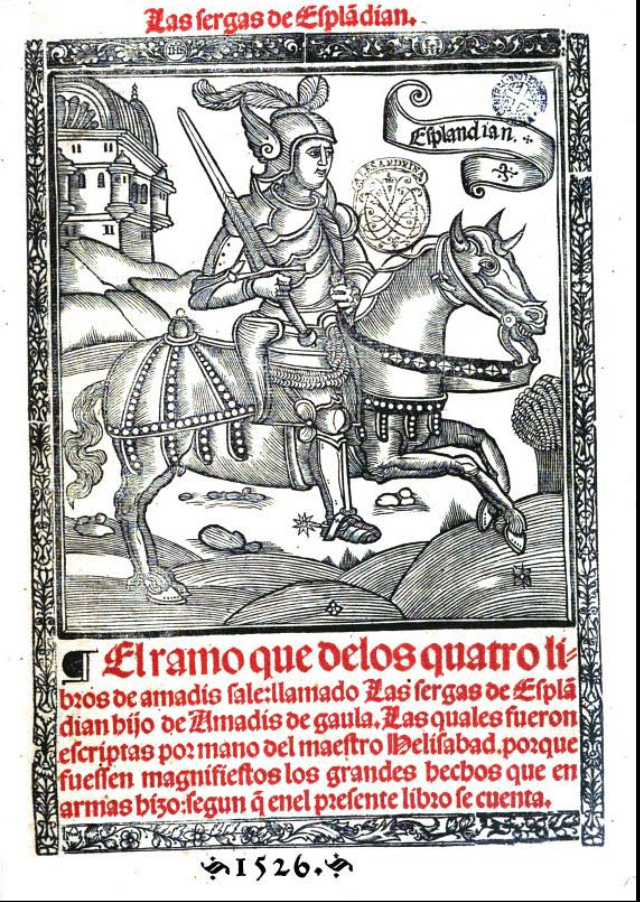
Frontispício de “Las Sergas de Esplandián” (1526) de Garci Rodríguez de Montalvo

Se a primeira edição impressa conhecida de Amadis data, como se disse de 1508, a criação do romance é, no entanto, muito anterior e remonta, ao que tudo indica, ao século XIV. Foi, pois, em meados do século XIV que o romance original foi escrito e dele circularam certamente variadas cópias manuscritas, das quais, infelizmente, nenhuma chegou até nós. Abundam, no entanto, os testemunhos da celebridade e difusão da obra, desde o final do século XIV e ao longo de todo o século XV (de referências cronísticas à onomástica, incluindo um cão chamado Amadis, em 1387). É exatamente em meados do século XV que o castelhano Garci Rodríguez de Montalvo, cavaleiro de Medina del Campo, decide elaborar uma refundição corrigida dos antigos originais que estavam corruptos e mal compostos em antigo estilo, por falta dos diferentes e maus escritores, como ele próprio afirma no final do  Prólogo  à sua  versão, à qual ainda  acrescentará um novo livro. Posteriormente, escreverá uma continuação, Las sergas de Esplandián ("As façanhas de Esplandião"), sobre o filho de Amadis.
A única versão que temos atualmente do Amadis (pelo menos no estado actual das investigações) é, pois, esta versão castelhana, corrigida e acrescentada, de Montalvo, elaborada muito provavelmente por volta da década de 1480.
Conservam-se na biblioteca da Universidade de California en Berkeley fragmentos de um manuscrito anterior da obra.

## Significado literário
Também chamado Amadis sem Tempo pela sua mãe (aludindo ao fato de, tendo sido concebido fora do casamento, ela teria de o abandonar a uma morte provável), ele é o herói ibérico mais representativo do romance de cavalaria. As suas aventuras decorrem ao longo de quatro livros, sendo provavelmente as mais populares narrativas do seu tempo. Os livros mostram uma completa idealização e simplificação dos ideais do cavaleiro andante. A maioria das personagens são princesas, donzelas e cavaleiros. O estilo do livro é razoavelmente moderno, mas faltam-lhe os diálogos e as impressões das personagens, limitando-se à descrição da ação.
Amadis de Gaula é muitas vezes referenciado no clássico satírico Dom Quixote de la Mancha, de Miguel de Cervantes, escrito no princípio do século XVII. A personagem D. Quixote idolatra Amadis e compara frequentemente as aventuras do herói com as suas.

## Inserção na tradição arturiana
Inserindo-se na tradição arturiana, o universo cujas personagens mais célebres são o rei Artur e os cavaleiros da Távola Redonda (de um ciclo geralmente conhecido como ciclo da Demanda do Santo Graal), Amadis de Gaula é indiscutivelmente uma criação peninsular, embora a sua datação e o seu autor continuem a levantar inúmeros problemas (brevemente referidos mais adiante). Londres, Windsor e Bristol são espaços de eleição, assim como a Normandia ou mesmo a Dinamarca e a Noruega. Quanto a Gaula poderá corresponder quer a Gales, quer à Bretanha Francesa (ou Pequena Bretanha). À  tradição arturiana deve Amadis de Gaula a sua estrutura, universo e valores - um mundo de aventuras cavaleirescas num universo de maravilha.

## A questão da autoria
Todos estes dados sobre a fortuna da obra, abundantes, mas incertos, originaram uma polemica, que subsiste, quanto à autoria e nacionalidade do Amadis de Gaula, que portugueses e castelhanos reivindicam. Para os defensores da tese de que o original seria em língua portuguesa (nomeadamente o Prof. Manuel Rodrigues Lapa e D. Carolina Michaelis de Vasconcelos) o seu autor poderia ser o trovador João de Lobeira (ativo na corte de D. Dinis), e a versão de Montalvo seria igualmente uma tradução. Para os defensores da tese castelhana (nomeadamente o seu último editor, Cacho Blecua), o seu autor continua anonimo, muito embora entendam que Montalvo refunde um original castelhano, de um autor castelhano.
O facto de subsistir apenas a versão de Montalvo do Amadis e nenhum texto ou fragmento em português é, seguramente, um argumento de peso em favor da tese castelhana. No entanto, há um conjunto de outros elementos que mantêm o debate em aberto, dos quais um dos mais importantes é o facto de o Cancioneiro da Biblioteca Nacional de Lisboa, que reúne a obra dos trovadores e jograis galego-portugueses, incluir um poema também presente em Amadis - o lai de Leonoreta - atribuindo-o exatamente ao trovador português João de Lobeira. Ao mesmo tempo, no capítulo XL do livro I de Amadis, um certo D. Afonso de Portugal é colocado a intervir sobre a sorte de uma formosa donzela, apaixonada pelo herói (que lhe resiste, em preito de fidelidade à sua amada Oriana), sugerindo um desfecho mais "humano" para o episódio. Embora haja vários candidatos para este D. Afonso, o facto de ele ser nomeado no interior do próprio texto é, para os defensores da tese portuguesa, uma prova de que o romance teria sido efetivamente escrito em Portugal.
Português ou castelhano, Amadis de Gaula é indiscutivelmente uma das obras mais marcantes da cultura medieval ibérica.

## Difusão da obra
Inserindo-se, pois, nesta fecunda tradição literária medieval, Amadis é, no entanto, uma criação original, que ultrapassou largamente, aliás, as fronteiras da Península Ibérica e se transformou num dos romances de cavalaria mais lidos na Europa até, pelo menos, ao século XVII (com traduções quinhentistas nomeadamente para francês, inglês, italiano, alemão, holandês e hebraico). No espaço ibérico, as 19 edições castelhanas da obra apenas no período que medeia entre a primeira edição impressa conhecida (1508) até 1586 poderão exemplificar o seu enorme êxito. A sua fecundidade, em termos de obras diretamente nele inspiradas, é imensa, desde as inúmeras sequelas quinhentistas (narrativas das aventuras de netos, bisnetos, tetranetos, familiares e companheiros de Amadis) até aos grandes textos, como a Tragicomédia de Amadis de Gaula, de Gil Vicente ou mesmo, no registo paródico da despedida, Dom Quixote de la Mancha de Miguel de Cervantes (que o abre, aliás, com um conjunto de poemas "da autoria" das principais personagens do Amadis, dedicados a D. Quixote, o novo "herói" cavaleiresco). Do ponto de vista cultural, a influência de Amadis é igualmente enorme, estendendo-se mesmo a zonas inesperadas, como é o caso do nome dado à Califórnia (diretamente retirado do livro V).
Amadis de Gaula foi bastante popular em toda a Europa graças às traduções. Na Espanha foram escritas várias sequelas da história. Em Portugal, Amadis de Gaula foi seguido por outras obras do mesmo estilo, nomeadamente:
- Palmeirim de Inglaterra por Francisco de Morais
- Dom Duardos por Diogo Fernandes
- Dom Clarisel de Bretanha por Gonçalves Lobato
- Crónica do Imperador Clarimundo por João de Barros
- Triunfos de Sagramor ou Livro primeiro da primeira parte dos Triunfos de Sagramor, rey de Inglaterra e Franca, em que se tratam os maravilhosos feitos dos cavaleiros da segunda Távola Redonda, por Jorge Ferreyra de Vasconcellos.